# متروی قاهره
متروی قاهره (عربی: مترو أنفاق القاهرة) سامانۀ قطار شهری زیر زمینی در شهر قاهره، مصر است.
این مترو که در تاریخ ۲۷ سپتامبر ۱۹۸۷ تأسیس شده دارای ۳ خط، ۶۱ ایستگاه و ۷۷٫۹ کیلومتر طول می‌باشد.

## نقشه

نقشه متروی قاهره

## نگارخانه

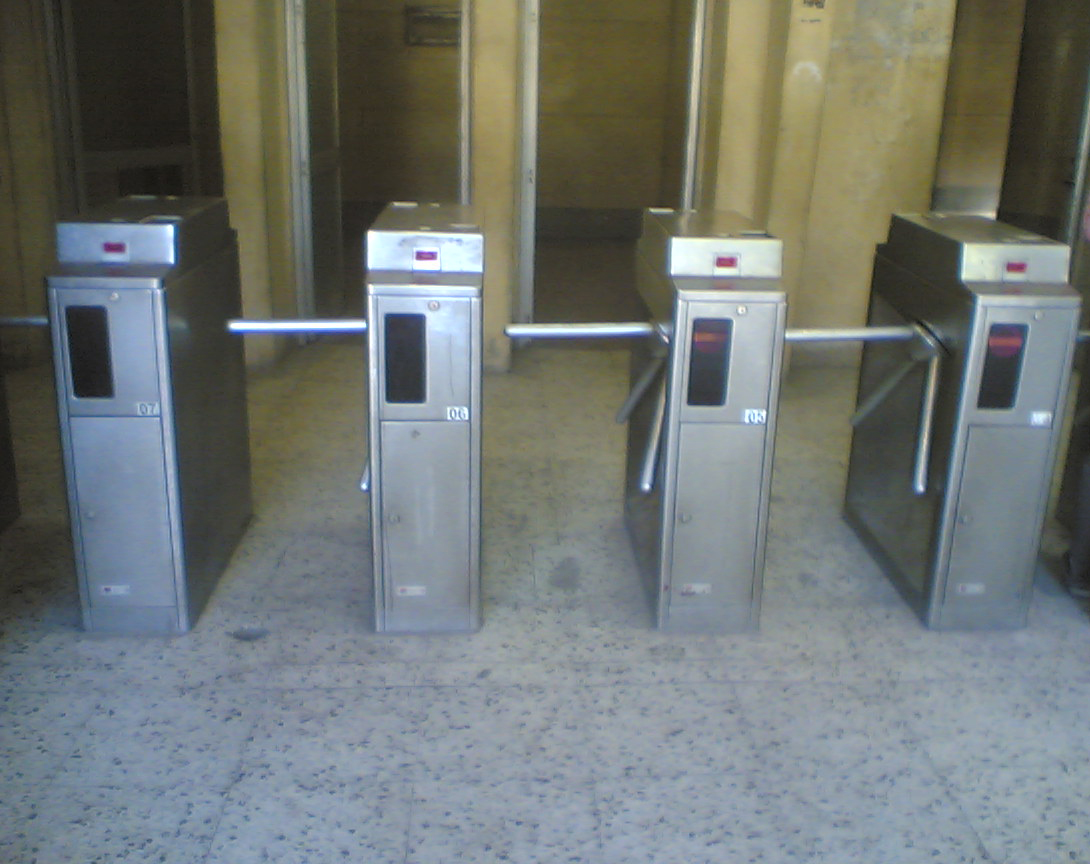
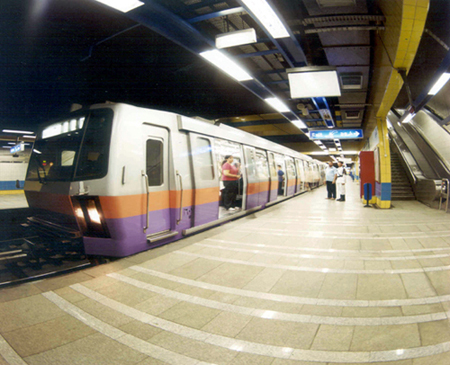
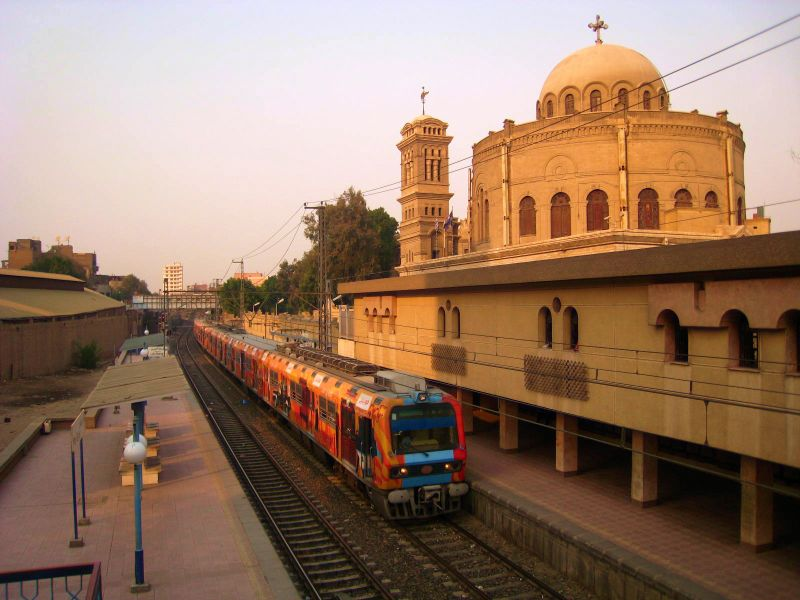

## خط‌ها
| خط     | ابتدا و انتها                | افتتاح | آخرین گسترش | طول          | ایستگاه‌ها |
| ------ | ---------------------------- | ------ | ----------- | ------------ | --------- |
| 1      | Helwan - El Marg             | ۱۹۸۷   | ۱۹۹۹        | ۴۴٫۳ km      | ۳۵        |
| ۲      | Shobra El Kheima - El Mounib | ۱۹۹۶   | ۲۰۰۵        | ۲۱٫۶ km      | ۲۰        |
| 3      | Attaba - Al Ahram            | ۲۰۱۲   | ۷ مه ۲۰۱۴   | 12.0 km      | ۹         |
| مجموع: | مجموع:                       | مجموع: | مجموع:      | ۷۷٫۹ کیلومتر | ۶۱        |